# Делва Касире Кумакойе
Делва Касире Кумакойе (роден на 31 декември 1949 г.) е чадски политик и бивш министър-председател на Чад от 6 ноември 1993 до 8 април 1995 и от 26 февруари 2007 до 15 април 2008 г. и глава на Национално движение за равитие и прогрес.
Заема длъжността министър в правителството през 1980-те и началото на 1990-те години и е министър-председател през от периода 6 ноември 1993 до 8 април 1995 г..
Кумакойе заема поста министър на правосъдието в периода от юни 1981 до май 1982 г. По време на мандата на Хисен Хабре заема поста министър на обществеността, жилищното строителство и градоустройството от август 1987 до април 1988 г., след това е отново министър на правосъдието до март 1989 г.